# Deutsche Gesellschaft für Sozialbeziehungen
Die Deutsche Gesellschaft für Sozialbeziehungen (DGfSB) war eine Organisation der Psychologischen Kampfführung/Psychologischen Verteidigung (PSK/PSV), die verdeckt vom Bundesministerium der Verteidigung und anderen staatlichen Stellen der Bundesrepublik Deutschland finanziert wurde. Hauptaufgabe war die Betreuung von DDR-Flüchtlingen aus den Grenztruppen und der NVA, die in der DDR als fahnenflüchtig galten. Dabei sollte unter anderem die Rückwandererquote gering gehalten werden. Die DGfSB hatte ihren Sitz in Bad Godesberg, wo sie sich das Dienstgebäude Ubierstraße 88 mit der ebenfalls PSK/PSV-finanzierten Studiengesellschaft für Zeitprobleme teilte. Zwischen DGfSB und Studiengesellschaft bestanden auch personelle Überschneidungen. Die DGfSB bestand von 1963 bis 1991. In dieser Zeit wurden mehr als 2 000 Flüchtlinge betreut, davon 71 Prozent Mannschaften, 26 Prozent Unteroffiziere und drei Prozent Offiziere.